# Francisca Almeida
Maria Francisca Fernandes de Almeida (Guimarães, Oliveira do Castelo, 6 de Novembro de 1983) é uma advogada e política portuguesa.

## Família
É filha do Economista Paulo Vasques Rodrigues de Almeida (Guimarães, Oliveira do Castelo, 2 de Agosto de 1958) e de sua mulher Vanda Maria de Freitas Fernandes (Guimarães, Oliveira do Castelo, 5 de Fevereiro de 1962), bisneto dum Galego, e irmã de Manuel João Fernandes de Almeida (Guimarães, Oliveira do Castelo, 2 de Dezembro de 1989).

## Biografia
Licenciada em Direito pela Faculdade de Direito da Universidade Católica Portuguesa do Porto, tornou-se Advogada, presentemente na Sociedade de Advogados Cuatrecasas, Gonçalves Pereira, e Membro da Direcção Distrital do Porto da ANJAP – Associação Nacional de Jovens Advogados Portugueses.
Tornou-se militante do Partido Social Democrata, onde foi Membro da Comissão Política da Secção de Guimarães do PSD e Vice-Presidente da Secção de Guimarães da JSD.
Entretanto, foi eleita Deputada da Assembleia Municipal de Guimarães.
Foi, também, Mandatária para a Juventude de Paulo Rangel, que fora seu professor universitário, na sua candidatura a Secretário-Geral do PSD em 2010.
Foi eleita Deputada à Assembleia da República na XI e XII Legislaturas, onde é Vice-Presidente do Grupo Parlamentar do PSD e pertenceu à Comissão Parlamentar Eventual para o acompanhamento político do fenómeno da corrupção e para a análise integrada de soluções com vista ao seu combate, à Comissão Parlamentar Eventual de Inquérito Parlamentar relativa à relação do Estado com a Comunicação Social, nomeadamente, actuação do Governo na compra da TVI e à Comissão Parlamentar de Saúde, e onde pertence à Comissão Parlamentar de Assuntos Constitucionais, Direitos, Liberdades e Garantias na Subcomissão Parlamentar de Igualdade, à Comissão Parlamentar Eventual para a Revisão Constitucional e à Comissão Parlamentar de Trabalho, Segurança Social e Administração Pública como suplente, e onde pertenceu ou pertence ao Grupo de Trabalho de Audição de Peticionantes, ao Grupo de Trabalho de Mudança do Registo de Sexo no Assento de Nascimento (PPL 37-GOV e PJL 319-BE) e ao Grupo de Trabalho de Alteração da Lei das Uniões de Facto (PJL 225-BE, 253-PCP e 280-PS), pertencendo à Comissão para a Ética, Cidadania e Comunicação e à Comissão Eventual para Acompanhamento das Medidas do Programa de Assistência Financeira (Membro Suplente) e Membro do Conselho de Fiscalização do Segredo de Estado.
É comentadora da TVI24 no programa Política Mesmo.